# كيم شو (لاعبة سنوكر)
كيم شو (بالإنجليزية: Kim Shaw)‏ هي لاعبة سنوكر بريطانية، ولدت في 9 يوليو 1969.